# Eleutherodactylus aporostegus
Espèce
Synonymes
- Eleutherodactylus ruthae aporostegus Schwartz, 1965

Eleutherodactylus aporostegus est une espèce d'amphibiens de la famille des Eleutherodactylidae.

## Répartition
Cette espèce est endémique d'Haïti. Elle se rencontre du niveau de la mer jusqu'à 900 m d'altitude dans la péninsule de Tiburon.

## Description
Le mâle holotype mesure 47,8 mm.

## Publication originale
- Schwartz, 1965 : Variation and natural history of Eleutherodactylus ruthae of Hispaniola. Bulletin of the Museum of Comparative Zoology, vol. 132, p. 479-508 (texte intégral).